# Jarmila Wolfe
Jarmila Wolfe (originalmente Gajdošová, ex-Groth), nascida na Bratislava, em 26 de Abril de 1987) é uma ex-tenista profissional australiana. Ela conquistou dois títulos de simples e 1 de duplas no circuito WTA, além de 14 de simples e 10 de duplas no circuito ITF. Seu maior feito foi no Australian Open de 2013, quando ganhou o título de duplas mistas ao lado do compatriota Matthew Ebden.

## Grand Slam

### Duplas Mistas: 1 (1 Título)
| Posição | Ano  | Campeonato          | Piso | Parceiro      | Oponentes                       | Placar   |
| ------- | ---- | ------------------- | ---- | ------------- | ------------------------------- | -------- |
| Campeã  | 2013 | Aberto da Austrália | Duro | Matthew Ebden | Lucie Hradecká František Čermák | 6–3, 7–5 |

## WTA finais

### Simples: 2 (2 títulos)
| Campeã – Legenda                    |
| ----------------------------------- |
| Grand Slam (0–0)                    |
| WTA Tour (0–0)                      |
| Premier Mandatory & Premier 5 (0–0) |
| Premier (0–0)                       |
| International (2–0)                 |

| Títulos por Piso |
| ---------------- |
| Duro (2–0)       |
| Grama (0–0)      |
| Saibro (0–0)     |
| Carpete (0–0)    |

| Posição | N. | Data              | Campeonato                                             | Piso | Oponente              | Placar   |
| ------- | -- | ----------------- | ------------------------------------------------------ | ---- | --------------------- | -------- |
| Campeã  | 1. | Setembro 19, 2010 | Guangzhou International Women's Open, Guangzhou, China | Duro | Alla Kudryavtseva     | 6–1, 6–4 |
| Campeã  | 2. | Janeiro 15, 2011  | Moorilla Hobart International, Hobart, Austrália       | Duro | Bethanie Mattek-Sands | 6–4, 6–3 |

### Duplas (1)
| Posição | N. | Data              | Torneio                                                | Piso   | Parceira         | Oponentes na final              | Placar            |
| Campeã  | 1. | 26 Abril 2006     | Estocolmo, Suécia                                      | Duro   | Eva Birnerová    | Zi Yan Jie Zheng                | 0–6 6–4 6–2       |
| Vice    | 1. | 24 Fevereiro 2007 | Cellular South Cup, Memphis, EUA                       | Duro   | Akiko Morigami   | Nicole Pratt Bryanne Stewart    | 5–7, 6–4, [5–10]  |
| Vice    | 2. | 17 Julho 2011     | Gastein Ladies, Bad Gastein, Áustria                   | Saibro | Julia Görges     | Eva Birnerová Lucie Hradecká    | 6–4, 2–6, [10–12] |
| Vice    | 3. | 16 Julho 2012     | WTA de Santford, Stanford, EUA                         | Duro   | Vania King       | Marina Erakovic Heather Watson  | 5–7, 6–7(7–9)     |
| Vice    | 4. | 22 Setembro 2012  | Guangzhou International Women's Open, Guangzhou, China | Duro   | Monica Niculescu | Tamarine Tanasugarn Zhang Shuai | 6–2, 2–6, [8–10]  |